# Pegaso Z-102 Dôme
La Pegaso Z-102 Dôme (Cúpula en espagnol) est un coupé sportif appartenant à la catégorie des supercars, du constructeur automobile espagnol Pegaso (ENASA / Hispano-Suiza). Présentée en 1953, et produite en deux versions I et II, elle est une des nombreuses variantes de carrosserie des Pegaso z-102.

## Historique
Les Pegaso z-102 sont conçues par l'ingénieur PDG espagnol Wifredo Ricart (1897-1974), qui après avoir commencé sa carrière chez Hispano-Suiza en Espagne, s'exile en Italie pour fuir la guerre d'Espagne (1936-1939).
Il travaille pour la Scuderia Ferrari / Alfa Romeo au côté d'Enzo Ferrari et Gioacchino Colombo, ou il conçoit entre autres comme directeur technique, deux voitures de course Alfa Romeo Type 162 (V16 de 490 ch), et Alfa Romeo Type 512 (V12 de 500 ch pour 350 km/h), entre autres pour le championnat du monde de Formule 1 fondé en 1950 (Alfa Romeo remporte les deux premiers championnats du monde de F1 avec des Alfa Romeo 158, avec les pilotes Giuseppe Farina en 1950 et Juan Manuel Fangio en 1951).
De retour en Espagne après la seconde Guerre mondiale, Wifredo Ricart fonde en 1946 la marque espagnole de construction de camion et d'automobile Pegaso (ENASA) en rachetant la partie espagnole de Barcelone, du prestigieux groupe Hispano-Suiza (Pégase en espagnol, inspiré du cheval ailé de la mythologie grecque).
Fort de son savoir-faire en voiture de course d'élite, il présente au mondial de l'automobile de Paris de 1951 la voiture de sport coupé de prestige Pegaso z-102, une des voitures les plus performantes et les plus chères des années 1950. Elle est disponible avec trois versions de moteur V8 suralimentés par compresseur Roots. Elle est concurrente des Aston Martin DB2 et Lancia Aurelia, et est vendue entre 1951 et 1958 à environ 90 exemplaires, et déclinée sous de nombreuses formes de carrosseries Touring / Saoutchik super légère à base d'aluminium et de magnésium.
Le V8 le plus puissant de la série, avec ses 279 ch pour 257 km/h de vitesse de pointe, fait de ces voitures de série les plus rapides du monde à leur époque, avec plusieurs records de vitesse à leur actif[réf. nécessaire]. Des Pegaso z-102 participent entre autres aux Grand Prix automobile de Monaco 1952, 24 Heures du Mans 1953, et Carrera Panamericana 1954.
La Z-102 Dôme, avec un coffre en dôme vitré au design hors du commun, est présentée au salon de l'automobile de New York 1953 avec un V8 de 2,8 L compressé à 250 chevaux, pour 225 km/h de vitesse de pointe.

Concours d'élégance Villa d'Este en Italie
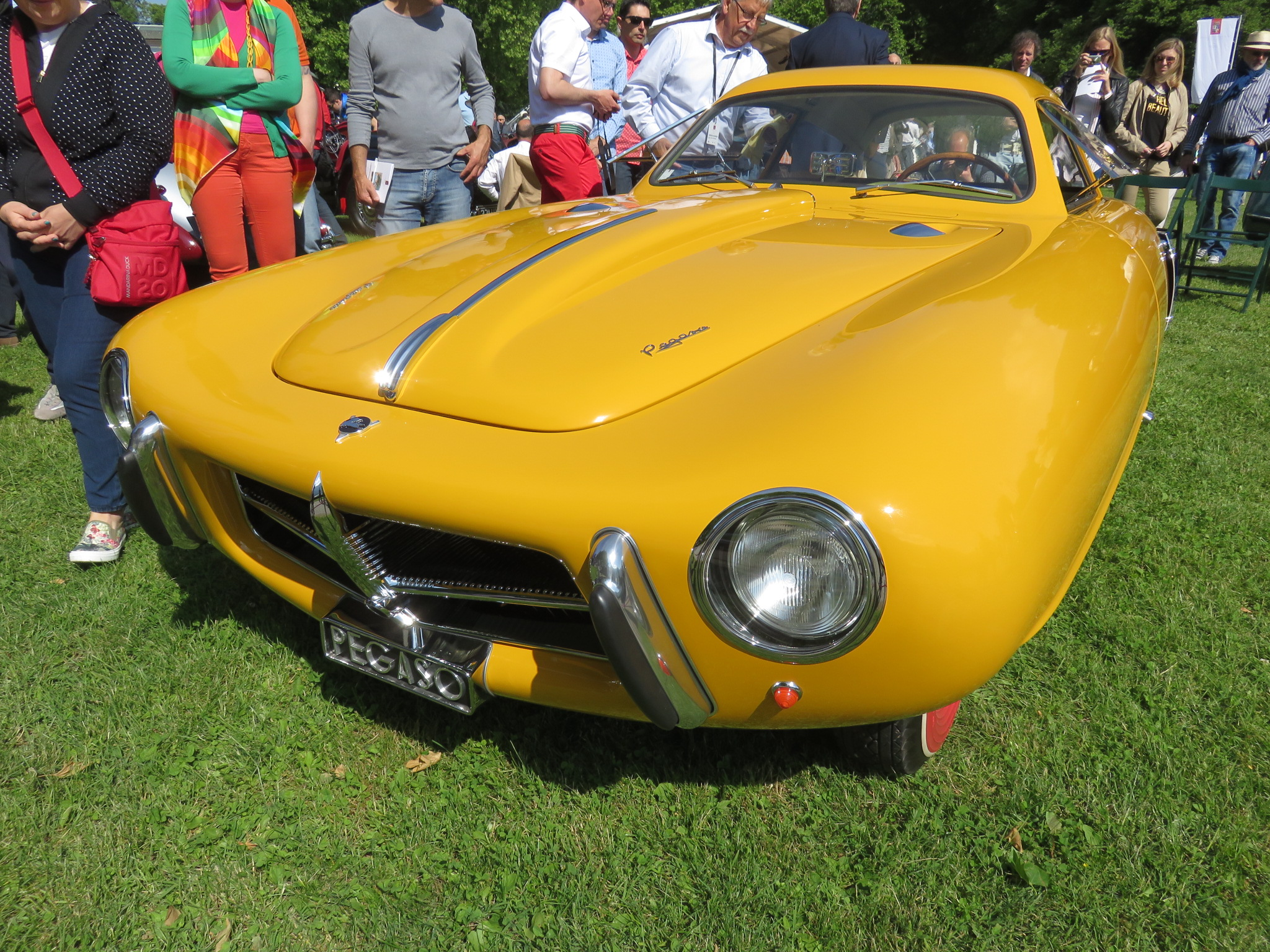
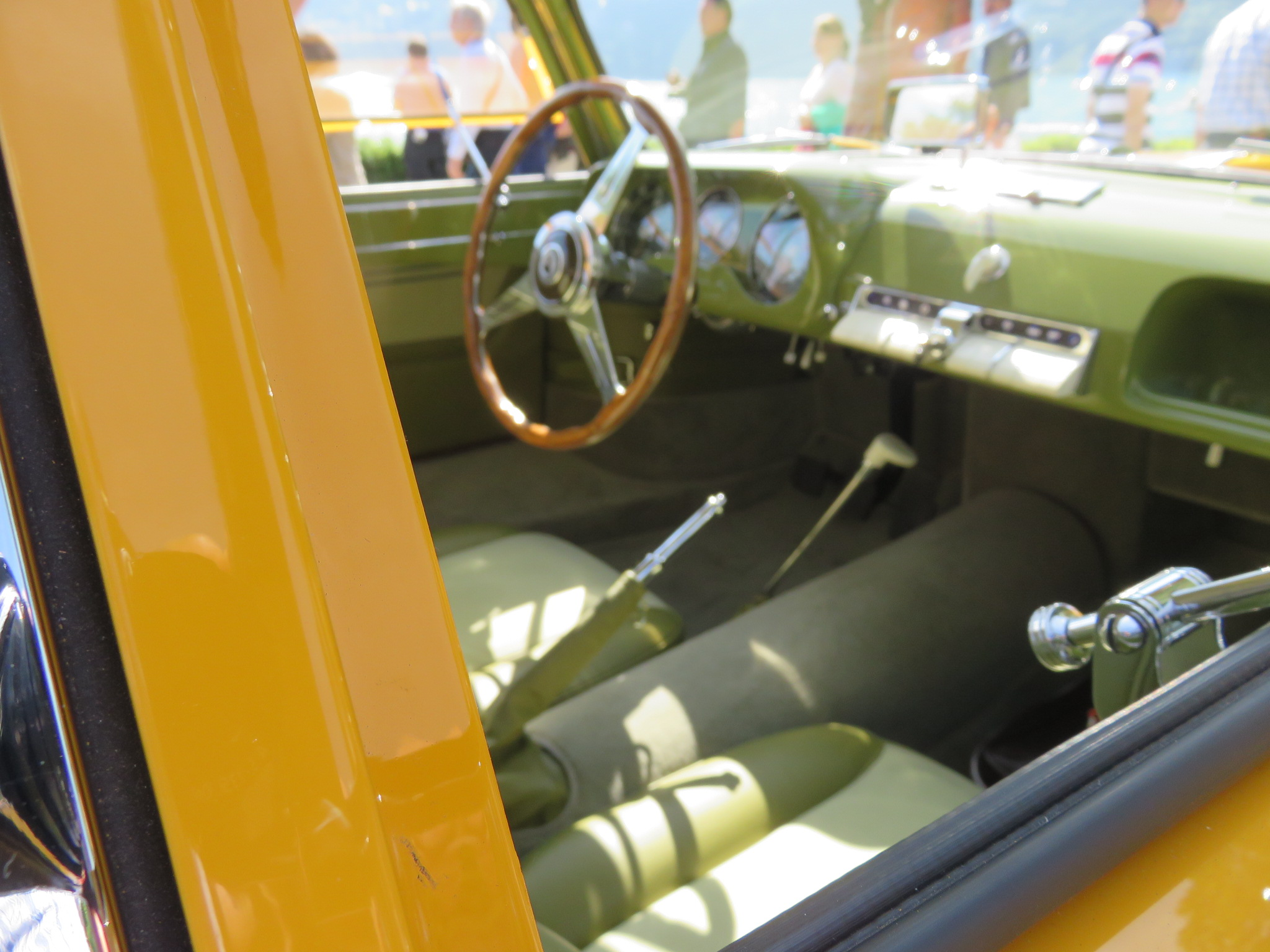
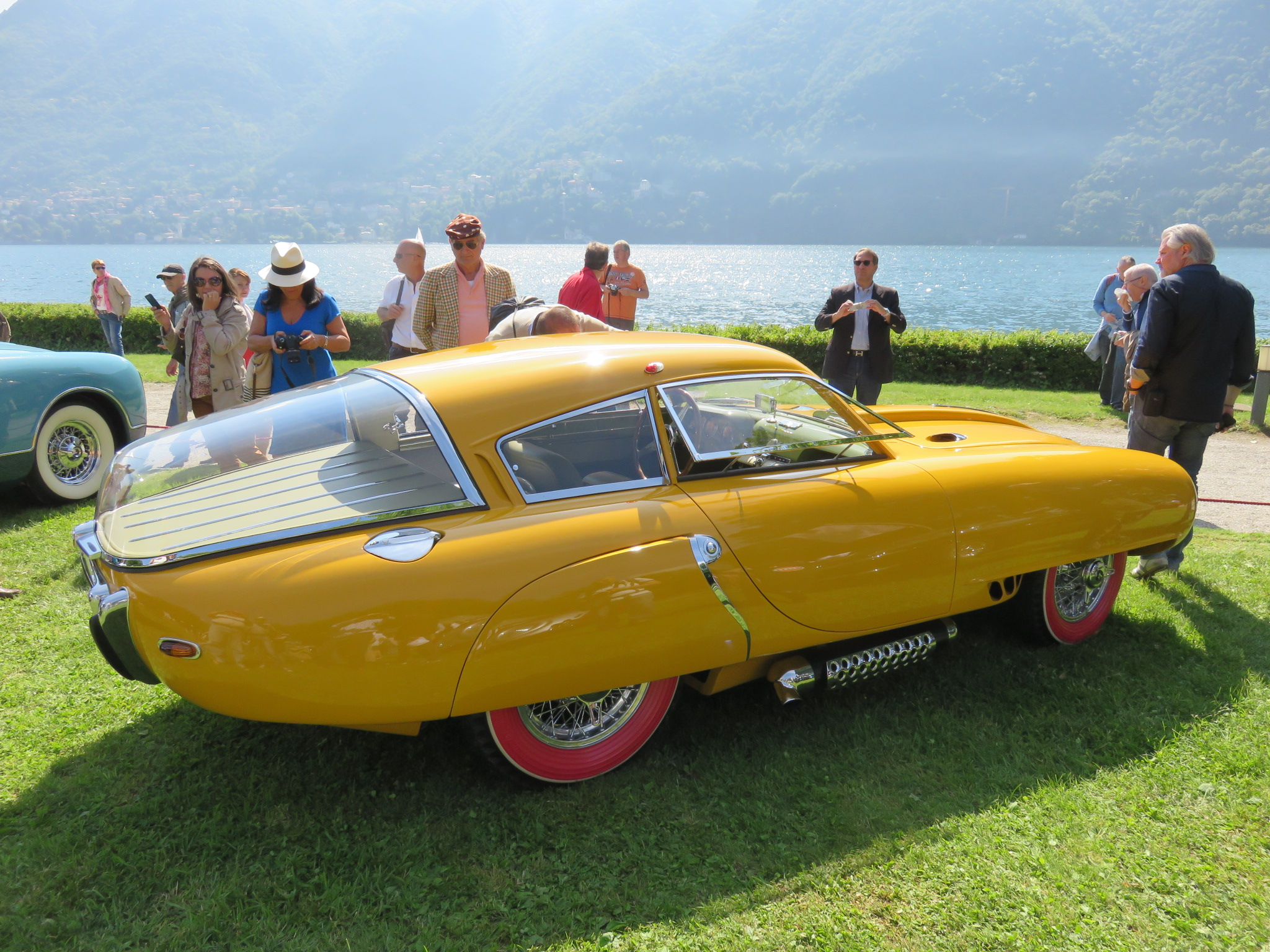
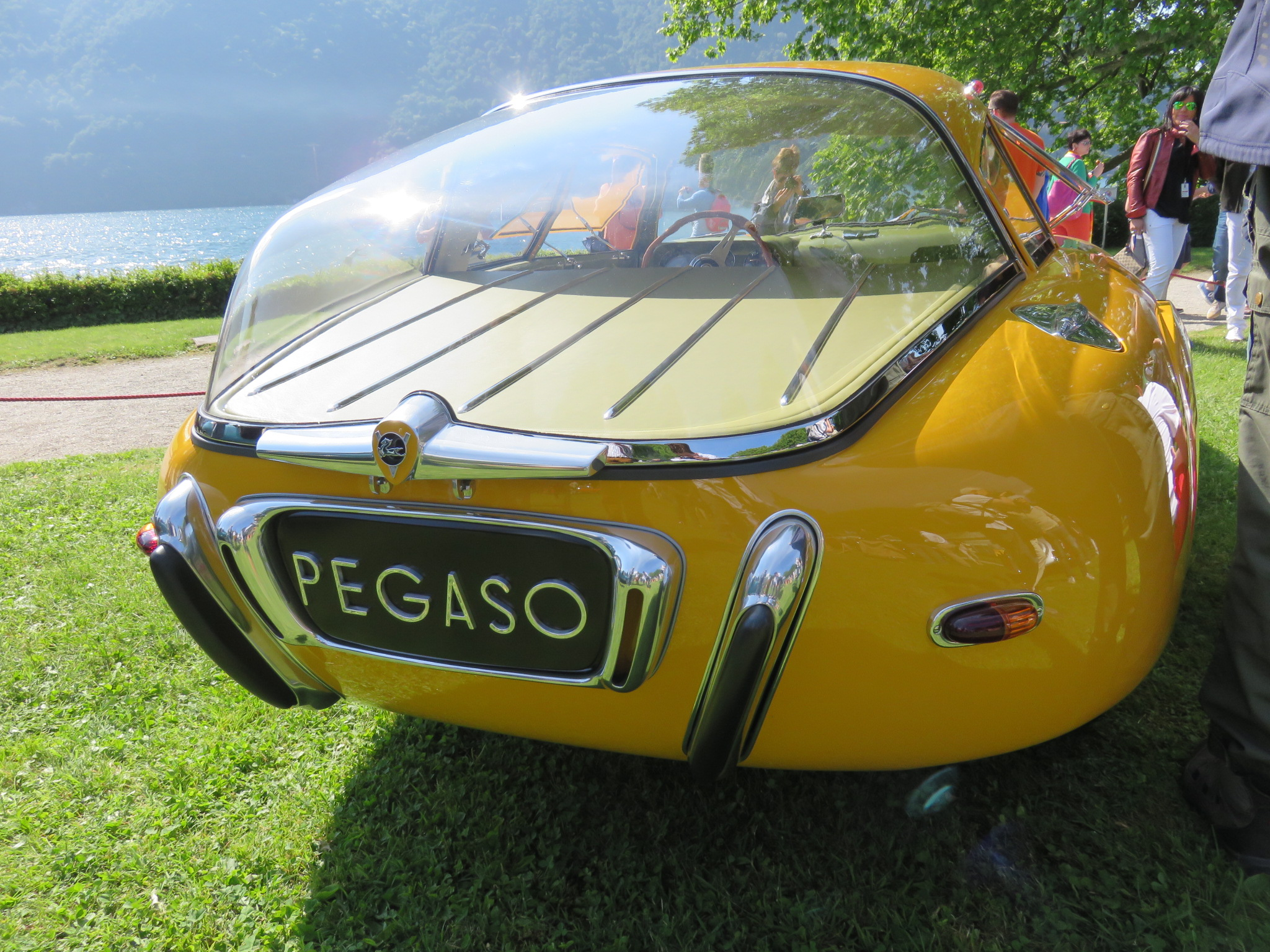